# Recalé
Production
Diffusion
Recalé est une série télévisée française créée et réalisée par François Uzan.
Cette fiction est une production d'Itinéraire Production pour Netflix.

## Distribution
- Alexandre Kominek :
- Laurence Arné :
- Fred Testot :
- Mathilde Seigner :
- Joséphine de Meaux :
- Sabrina Ouazani :
- Gustave Kervern :

## Production

### Genèse et développement
Cette comédie romantique est une production d'Itinéraire Production pour Netflix.
La série est écrite et réalisée par François Uzan,.
Le réalisateur et scénariste François Uzan confie : « C'est une comédie d'infiltration, avec un fond social, ni plombant, ni larmoyant. En tout cas une fiction empreinte de réalisme fun, où il y aura du suspense et de l'humour. »,. Et il ajoute : « Netflix parvient, dans chacune de ses productions, à aller chercher l'identité du pays et donc de ne pas faire des produits standardisés, même si ça sort dans 200 pays dans le monde. ».

### Tournage
Le tournage de la série se déroule du 16 avril jusqu'à la fin du mois de juin 2025 à Roubaix et à Lille,.
Des salles de classe ont été reconstituées en studio et des scènes extérieures sont tournées, entre autres, au lycée Baudelaire à Roubaix et sur la place du Théâtre, au pied de l'opéra, à Lille,,.
François Uzan confie : « C'est un régal, on a aussi tourné des scènes de filature nocturne dans le Vieux-Lille, dans une ambiance de film d'espionnage. On a fait mouiller les pavés. Mon producteur est Anthony Lancret, qui a également produit dans le Nord une petite série… qui s'appelle HPI ! L'accueil est formidable. La variété de décors est incroyable. Graphiquement, il y a du caractère. ».
80 % de l'équipe technique est composée de Lillois.

### Fiche technique
Sauf indication contraire, les informations mentionnées dans cette section peuvent être confirmées par les bases de données cinématographiques  présentes dans la section « Liens externes ».
- Titre français : Recalé
- Genre : comédie, action, romance[1]
- Création : François Uzan[2],[3]
- Réalisation : François Uzan[1],[2],[3]
- Scénario :  François Uzan[2],[3]
- Production : Anthony Lancret[2]
- Sociétés de production : Itinéraire Production[1]
- Sociétés de distribution : Netflix[1],[2],[3]
- Pays de production :  France
- Langue originale : français
- Format : couleur
- Nombre de saisons : 1
- Nombre d'épisodes :
- Durée :
- Dates de première diffusion :